# دييغو هيرنان موراليس
دييغو هيرنان موراليس (بالإسبانية: Diego Hernán Morales)‏ (16 أبريل 1983 في الأرجنتين - ) هو لاعب كرة قدم أرجنتيني في مركز حراسة المرمى. لعب مع أرجنتينوس جونيورز وخوان أوريتش وسيينسيانو وكيلمس وEstudiantes de Buenos Aires ‏ وسيزار فاليجو ‏ وسبورت بويز ونادي أتليتكو للبنين ‏.

## وصلات خارجية
- دييغو هيرنان موراليس على موقع Soccerway.com (الإنجليزية)